# Joan Ribó i Canut
Joan Ribó i Canut (Manresa, 17 de setembre de 1947) és un polític valencià. Va ser alcalde de València per Compromís des del 2015 fins al 2023. Anteriorment va ser coordinador general d'Esquerra Unida del País Valencià (EUPV) entre 1997 i 2003 i diputat a les Corts Valencianes. Políticament Joan Ribó se situa en l'esquerra política, el valencianisme i l'ecologisme.

## Biografia
Nascut a Manresa (Bages) el 17 de setembre de 1947, va viure a Adrall (Ribera d'Urgellet, Alt Urgell) fins que es desplaçà a Barcelona per fer els estudis de batxillerat. Va estudiar a la Universitat Politècnica de València enginyeria agrònoma i es diplomà en tecnologia d'aliments. Va fer el doctorat a l'Institut Agroquímic de València, on després va continuar en tasques d'investigació sobre plaguicides no contaminants. En aquest període va publicar huit treballs d'investigació i va dirigir tres tesines de llicenciatura i tres tesis doctorals per a les facultats de Químiques i Biològiques de la Universitat de València.
Va ser professor de la Universitat Politècnica de València durant set anys en les Escoles Superiors d'Enginyers Agrònoms i Industrials, on va assumir durant dos anys el càrrec de Director del Departament de Química (amb caràcter d'interí). El 1978 va aprovar les oposicions de professor agregat de Física i Química d'Ensenyament Mitjà. Cinc anys més tard va aconseguir per concurs oposició la plaça de catedràtic. Des d'aquest moment va desenvolupar la seua tasca docent en els instituts de Batxillerat de Manises, Sorolla i Districte Marítim a València, i Meliana.

## Activitat política

### Inicis polítics
La seua activitat política s'inicia amb la constitució del Sindicat Democràtic des de posicions ideològiques cristianes progressistes, properes a la Teologia de l'Alliberament (HOAC i Cristians pel Socialisme). Va ingressar en el Partit Comunista del País Valencià (PCPV) quan es constituí la Junta Democràtica del País Valencià el 1975, i va arribar a la secretaria general el 1992 en un moment de debat intern entre els sectors que propugnaven per un acostament amb el PSOE i les tesis d'enfrontament amb els socialistes del líder d'Esquerra Unida Julio Anguita en què Ribó s'alineava.
A les eleccions a les Corts Valencianes de 1995 va ocupar la cinquena posició en la llista electoral d'Esquerra Unida del País Valencià (EUPV) per València que liderava el coordinador general Albert Taberner aconseguint l'acta de diputat. Dos anys més tard, el 1997, el va substituir com a màxim dirigent de la federació EUPV i deixà la secretaria general del PCPV en mans d'Alfred Botella.

### Coordinador General d'Esquerra Unida
La seua etapa com a Coordinador General d'EUPV (1997-2003) està marcada per la sortida de l'anterior màxim responsable Albert Taberner que va encapçalar l'escissió del corrent intern Nova Esquerra que acabaria integrant-se amb el PSPV-PSOE. Glòria Marcos va assumir el càrrec de Síndica-portaveu del grup parlamentari d'EUPV a les Corts i Taberner va passar a formar part del Grup Mixt.
Ribó va ser candidat a la presidència de la Generalitat Valenciana a les eleccions de 1999 obtenint uns discrets resultats. EUPV va passar de 10 a 5 escons al parlament el que va provocar que la formació iniciara un període d'acostament i aliances amb altres partits en les successives eleccions per tal de mantenir la representació parlamentària. A la convocatòria electoral de 2003, amb Ribó al capdavant de la coalició Esquerra Unida-L'Entesa juntament amb Els Verds del País Valencià, Izquierda Republicana i Esquerra Valenciana. Tot i que Ribó es va mantindre com a síndic del grup parlamentari, va deixar la coordinació d'EUPV en mans de Glòria Marcos que va superar a Presentación Uran i a Pasqual Mollà en un tens congrés.
A les eleccions a Corts de 2007 Ribó ja no va repetir i deixà momentàniament la política activa per tal de centrar-se en la seua feina com a docent d'institut.

### Compromís
La conformació de la coalició electoral entre EUPV i el Bloc Nacionalista Valencià (BLOC) per a les eleccions a les Corts Valencianes de 2007 sota la marca Compromís pel País Valencià va suposar el definitiu trencament entre el sector liderat per Marcos i el corrent intern Esquerra i País que liderava Pasqual Mollà. Els de Mollà s'escindeixen definitivament de la federació EUPV i funden un nou partit: Iniciativa del Poble Valencià (IdPV), que mantindrà el pacte amb el BLOC deixant fora a l'EUPV de Marcos en la nova coalició de partits, ara sota la marca Coalició Compromís.
Ribó, tot i mantindre's al marge d'aquestos moviments, es posiciona a favor de la nova coalició i aglutina un corrent intern al si d'EUPV. Projecte Obert, que és el nom amb el qual és conegut aquest corrent intern, també acabarà sortint d'EUPV i integrant-se a la nova coalició en el marc de les eleccions generals espanyoles de 2008. Prèviament, Ribó ja s'havia donat de baixa del PCPV tot i mantindre la militància a EUPV.

### Alcalde de València
El 2011 la coalició Compromís presenta a Joan Ribó com a candidat a l'alcaldia de València. Per primera vegada en la història democràtica de la ciutat una formació nacionalista d'esquerres aconsegueix representació amb tres escons i més del 9% dels vots, no suficients per tombar la majoria absoluta de l'alcaldessa Rita Barberà. Però quatre anys més tard, a les eleccions de 2015, Compromís amb Ribó al capdavant aconsegueix trencar l'hegemonia de Barberà aconseguint un destacat augment de vots fins al 23,28%, amb Compromís com a segona força a l'Ajuntament per darrere del Partit Popular (PP). El 13 de juny de 2015 va ser investit Alcalde de València amb els vots a favor de Compromís (9 regidors), el PSPV (5 regidors) i València en Comú (3 regidors). A les eleccions de 2019 va millorar resultats esdevenint primera força política a la capital valenciana per primera vegada en la història. Compromís va guanyar les eleccions i va passar de 9 a 10 regidors, passant per davant del PP.
La gestió de l'equip de govern liderat per Compromís es va caracteritzar per un nou model de mobilitat fomentant l'ús de la bicicleta amb la construcció d'una xarxa densa de carrils bici que li van valdre reconeixements internacionals, així com la reforma de places emblemàtiques com la de l'Ajuntament, de la Reina o del Mercat que van deixar el protagonisme a l'ús vianant en detriment del cotxe privat.
A les eleccions de 2023, amb 76 anys d'edat, va repetir com a candidat a l'alcaldia tot i que mesos abans havia deixat entreveure que volia retirar-se. Compromís va perdre un escó al consistori i el PP amb Maria José Català com a candidata va experimentar un important augment que li va permetre recuperar la vara de comandament de la ciutat amb el suport del partit ultradretà Vox. Va recollir l'acta de regidor a l'oposició però mesos més tard deixà l'escó i va cedir el lideratge de Compromís a la regidora Papi Robles.

## Multimèdia
- Discurs a l'acte central de Compromís a les eleccions de 2011.
- Discurs a l'acte central de Compromís a les eleccions de 2015.
- Discurs d'investidura de Joan Ribó com a alcalde de València.
- Primera entrevista a Joan Ribó com a alcalde de València.